# Кривой домик
Кривой домик (пол. Krzywy Domek) — офисно-торговый центр в Сопоте.
Расположен на улице Героев Монте-Кассино (пол. Bohaterów Monte Cassino), 53.
Построен в 2004 году по проекту архитекторов Шотинских и Залевского. В основе выбранного для строительства стиля лежит оптическая иллюзия. архитектурный постмодерн, деконструктивизм. 
Архитекторов на этот проект вдохновили рисунки художников Яна Марцина Шанцера и Пера Оскара Дальберга.
Полезная площадь здания составляет около 4000 м². Объект является частью торгового центра «Резидент». На первом этаже находятся торговые помещения, ресторан и салон игральных автоматов. На втором этаже находятся студии «Radio RMF FM» и «Radio RMF МАXXX».